# Lancelot Stirling

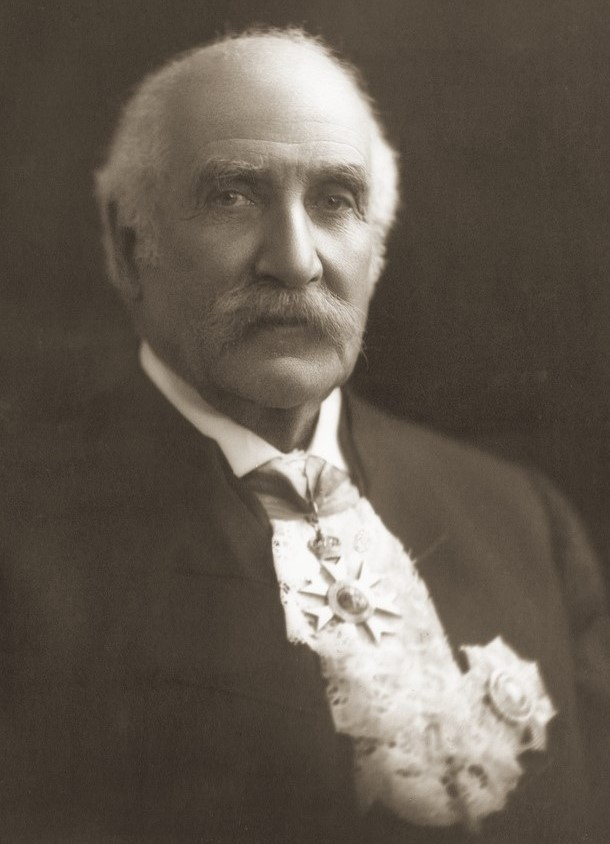
Sir Lancelot Stirling (1926)

Hon. Sir John Lancelot Stirling, KCMG, OBE (* 5. November 1849 in Strathalbyn, South Australia; † 24. Mai 1932 ebenda) war ein australischer Politiker der Liberal Union sowie später der Liberal Party, der unter anderem zwischen 1881 und 1887 sowie erneut von 1888 bis 1890 erst Mitglied des South Australian House of Assembly sowie daraufhin zwischen 1891 und 1932 Mitglied des South Australian Legislative Council war. Er war von 1901 bis 1932 Präsident des Legislativrates von Südaustralien und hat mit 31 Jahren die längste Amtszeit als Präsident und war insgesamt 49 Jahre lang Mitglied des Parlaments von South Australia.

## Leben

### Familiäre Herkunft und Mitglied desSouth Australian House of Assembly
John Lancelot Stirling war der zweite Sohn des Siedlers, Pioniers der pastoralen Naturweidewirtschaft und Politikers Edward Stirling, der zwischen 1855 und 1865 ebenfalls Mitglied des South Australian Legislative Council war, und dessen Ehefrau Harriet Stirling (1821–1879). Sein älterer Bruder war der Anthropologe und Naturforscher Edward Charles Stirling (1848–1919), der zudem von 1884 bis 1887 als Mitglied dem South Australian House of Assembly angehörte. Sein jüngerer Bruder Norman William Stirling (1861–1916) befasste sich wie bereits der Vater mit pastoraler Naturweidewirtschaft. Nach dem Besuch des 1847 gegründeten St Peter’s College in Adelaide reiste er ins Vereinigte Königreich und begann zunächst ein grundständiges Studium am Trinity College der University of Cambridge, welches er mit einem Bachelor of Arts (BA) beendete. Ein darauf folgendes postgraduales Studium der Rechtswissenschaften am Trinity College schloss er mit einem Bachelor of Laws (LL.B.) ab und erhielt 1872 seine anwaltliche Zulassung bei der Anwaltskammer (Inns of Court) von Inner Temple. Allerdings nahm er keine Tätigkeit als Rechtsanwalt auf, sondern kehrte bald darauf nach Südaustralien zurück und züchtete preisgekrönte Pferde sowie Merinoschafe.
Am 5. April 1881 wurde Stirling im Zwei-Personen-Wahlkreis Mount Baker erstmals zum Mitglied des South Australian House of Assembly gewählt, des Unterhauses des Parlaments von South Australia, und konnte sich bei der Wahl gegen den bisherigen Mandatsträger Francis William Stokes durchsetzen. Er vertrat diesen Wahlkreis bis zu seiner eigenen Niederlage gegen den späteren Premierminister John Cockburn bei der Wahl am 5. April 1887. Nach dem Tode des amtierenden Sprechers des House of Assembly Robert Dalrymple Ross am 27. Dezember 1887 wurde er bei der dadurch notwendigen Nachwahl (By-election) im Zwei-Personen-Wahlkreis Gumeracha am 12. Mai 1888 wieder zum Mitglied der Legislativversammlung gewählt und gehörte dieser bis zu seiner neuerlichen Niederlage bei der Wahl am 22. April 1890 gegen Theodore Hack an.

### Mitglied und Präsident desSouth Australian Legislative Council

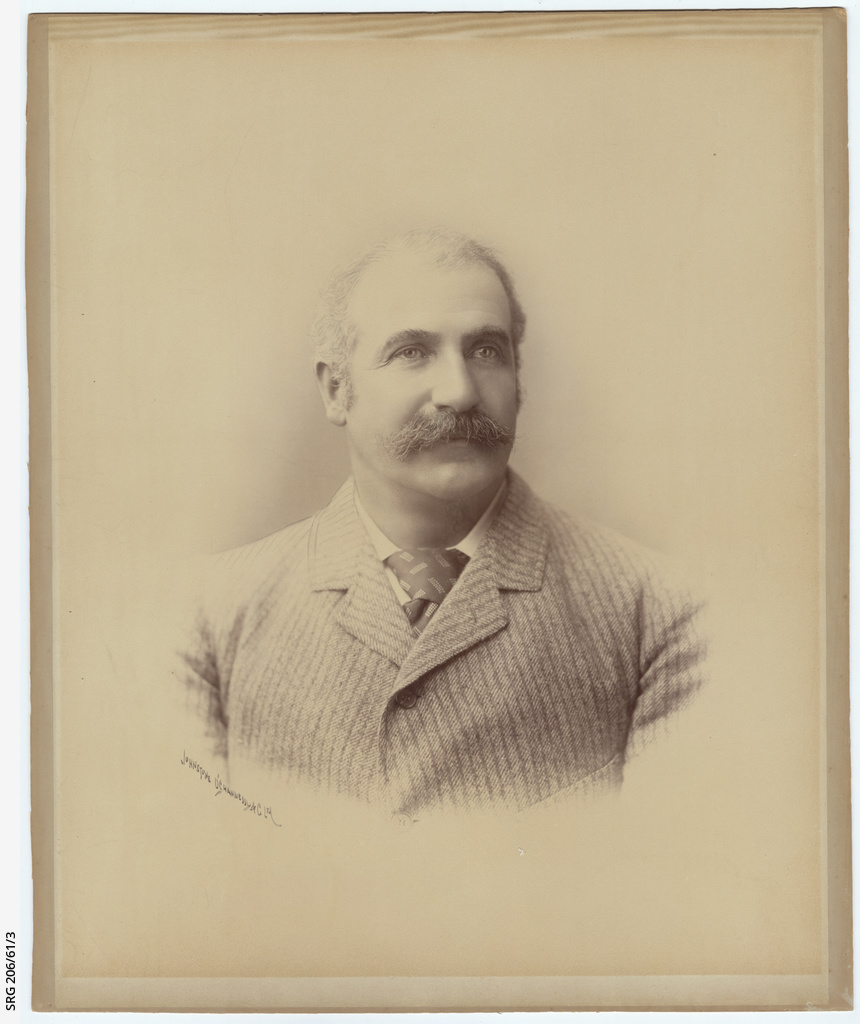
Lancelot Stirling (1895)

Nach dem Mandatsverzicht von William West-Erskine am 4. Juni 1891 wurde Lancelot Stirling bei der erforderlichen Nachwahl am 11. Juli 1891 im Wahlkreis Southern District erstmals zum South Australian Legislative Council gewählt, des Oberhauses des Parlaments, und gehörte diesem fast 41 Jahre lang bis zu seinem Tode am 24. Mai 1932 an, woraufhin Reuben Cranstoun Mowbray diesen Sitz übernahm. Nachdem er zunächst im sogenannten „Pre-Party System“ keiner politischen Partei oder Gruppierung angehörte, war er seit dem 3. Juni 1910 Mitglied der Liberal Union beziehungsweise ab dem 16. Oktober 1923 der daraus hervorgegangenen Liberal Federation. Allerdings fungierte er in der nur sieben Tage zwischen dem 1. und 8. Dezember 1899 amtierenden konservativen Regierung von Premier Vaiben Solomon als Chief Secretary und damit als Chefsekretär der Regierung.
Am 18. Juli 1901 wurde Stirling als Nachfolger des zum Bundessenator und ersten Präsidenten des Australischen Senats gewählten Richard Chaffey Baker schließlich Präsident des Legislativrates und bekleidete auch dieses Amt bis zu seinem Tode am 24. Mai 1932, woraufhin David Gordon am 7. Juli 1932 zum Nachfolger gewählt wurde. Für seine Verdienste wurde er am 19. August 1876 als Knight Bachelor (Kt) nobilitiert, wodurch er fortan das Prädikat „Sir“ führte. Des Weiteren wurde er für seine Verdienste als Präsident des Legislative Council am 9. November 1909 auch zum Knight Commander des Order of St Michael and St George (KCMG) erhoben. Darüber hinaus wurde er für seine politischen Verdienste während des Ersten Weltkrieges am 4. Oktober 1918 auch zum Officer des Order of the British Empire (OBE) ernannt.
Lancelot Stirling war vom 12. Dezember 1882 bis zu seinem Tode am 24. Mai 1932 mit Florence Marian Milne verheiratet, deren Vater Sir William Milne (1822–1895) unter anderem zwischen 1857 und 1868 erst Mitglied des South Australian House of Assembly, daraufhin zwischen 1869 und 1881 Mitglied des South Australian Legislative Council, mehrmals Minister sowie von 1873 bis 1881 Präsident des Legislativrates war. Aus dieser Ehe gingen drei Söhne und zwei Töchter hervor.

## Hintergrundliteratur
- H. T. Burgess (Herausgeber): Cyclopedia of South Australia, Band 1, Adelaide, 1908
- Pastoral Pioneers of South Australia, Band 1, Adel, 1925
- Parliament of South Australia: Statistical Record of the Legislature 1836–2007 (Memento vom 11. März 2019 im Internet Archive)
- Gordon Desmond Combe: Responsible Government in South Australia, Band 1, Wakefield Press, 2009, ISBN 978-1-86254-843-5 (Onlineversion (Auszug))